# Douglas B-66

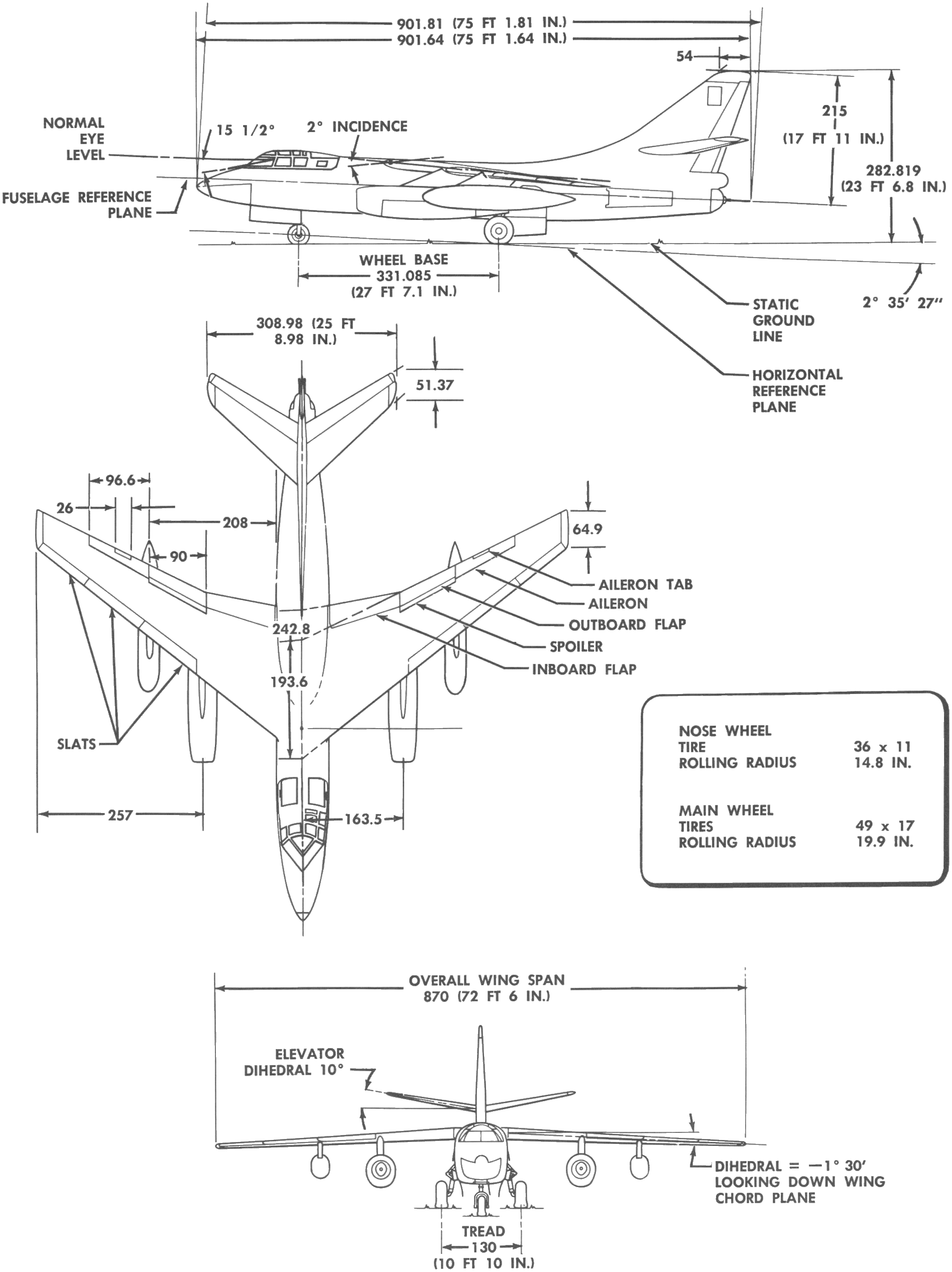
Douglas B-66B Destroyer

De Douglas B-66 Destroyer was oorspronkelijk een lichte bommenwerper van de USAF, ontwikkeld uit de USN A3D Skywarrior. Het toestel was bedoeld als vervanger voor de oude Douglas A-26 Invader.
De productie liep gelijktijdig met de fotoverkenningsvariant die de basis vormde voor het toestel bestemd voor de elektronische oorlogvoering.
Er werden 145 RB-66B’ s geproduceerd met serienummers uit 1953 en 1954. Met bijna de helft van het totaalaantal van 294 afgeleverde toestellen vormde deze serie de grootste productielijn van de B-66-serie.
Enkele RB-66B's werden speciaal aangepast als electronic countermeasures-toestel om de vijandelijke radar te storen tijdens missies in Vietnam. Deze toestellen werden soms omgedoopt tot EB-66B. De toestellen die een uitgebreidere ombouw ondergingen werden EB-66E’s.
Vanaf 1976 werden de inmiddels verouderde toestellen door de USAF op non-actief gesteld.

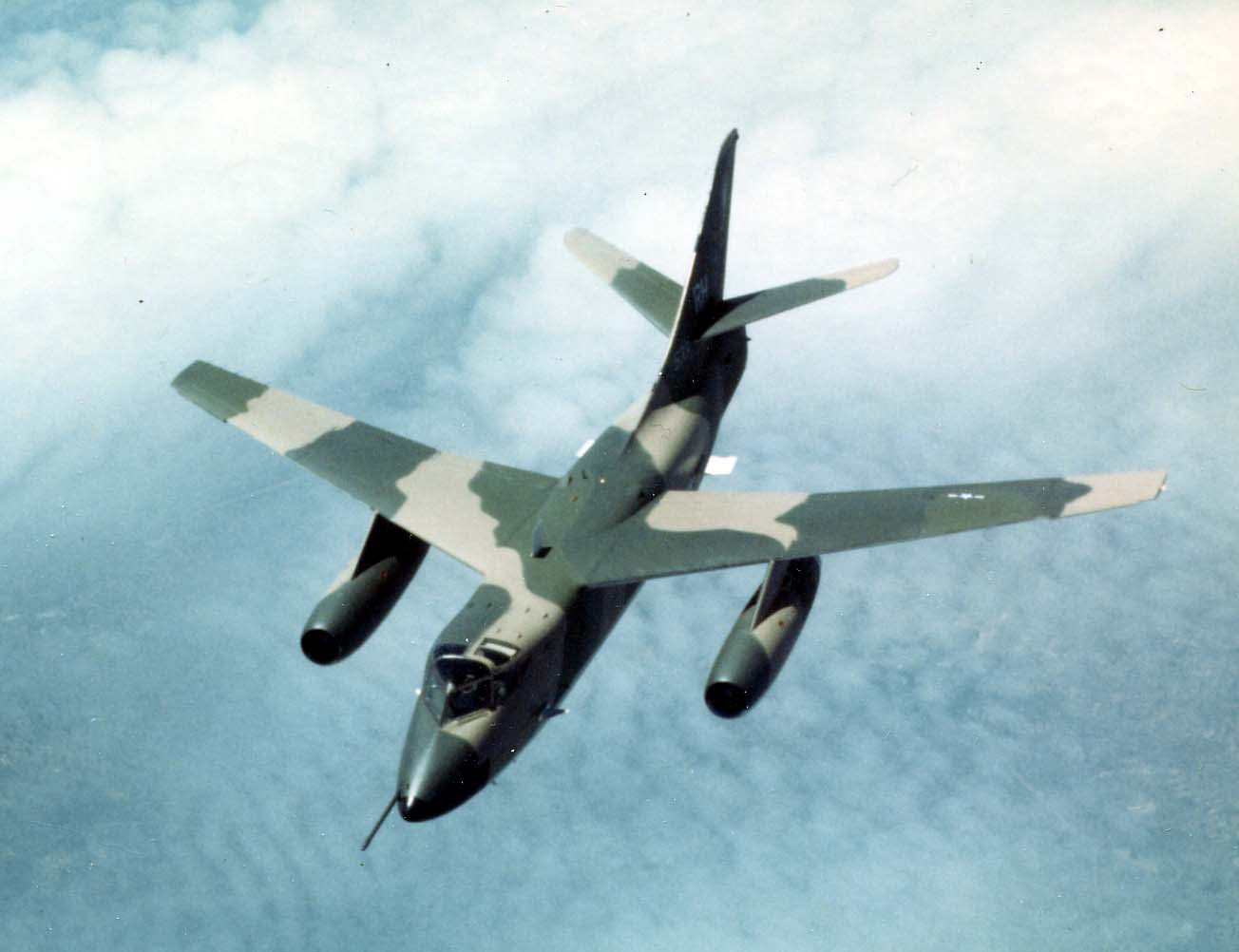
EB-66E boven zee

## Geschiedenis
De eerste experimentele vlucht vond plaats in september 1954 en de eerste operationele versie vloog in maart 1955. De B-66 was destijds een welkome aanvulling voor de USAF-aanvalseenheden van F-105-jachtbommenwerpers boven Vietnam.
De luchtverdediging in de aan te vallen objecten in Noord-Vietnam was doorgaans zeer geconcentreerd en de effectieve Noord-Vietnamese defensie bestond uit lichte wapens, automatische wapens als .30- en .50-kaliber-machinegeweren, luchtdoelgeschut als AAA 37/57/85 en 100 mm, grond-lucht-raketten en MiG-jagers.
Om het tijdelijke verblijf in de gevaarlijke omgeving te garanderen was het dus nodig om het radarbeeld van de vijand zo veel mogelijk te storen. Hiervoor waren effectieve Electronic Countermeasures (ECM) en Electronic Intelligence (Elint) een eerste vereiste.
- De RB-66B was de operationele versie van de RB-66A. Het toestel was ontworpen voor tactische verkenning en bezat een groot aantal camera’ s inclusief de K38-daglichtcamera en de K46-nachtzichtcamera; deze werd gebruikt in combinatie met fotoflitsbommen die in het bommenruim werden meegenomen.

- De RB-66C was een ontwikkeling uit de RB-66B die ontworpen was voor all-weather-elektronische verkenning. De vleugeltippen bevatten radarapparatuur en de bemanning werd met electronic warfare officers (EWO) naar 4 tot 6 man uitgebreid. Het bommenruim werd benut voor toegevoegde elektronische apparatuur en uitgebouwd om de vergrote bemanning te herbergen. Het dubbelloops 20 mm-staartkanon werd behouden, maar het werd ook mogelijk om een chaff dispenser op die plek te monteren. Er zijn 36 RB-36C’s gemaakt en voorzien van serienummers uit 1954 en 1955.

- De EB-66C was in feite een omgedoopte RB-66C uitgerust met betere en nauwkeurigere elektronica; deze toestellen waren tot in de beginjaren ’70 operationeel bij 39th Tactical Electronic Warfare Squadron op de vliegbasis Bitburg, West-Duitsland.

- De EB-66E werd aangepast vanuit de RB-66B en ontworpen voor Electronic Counter Measures (ECM)-missies. Dit toestel was al gebaseerd op de EB-66B-modificaties maar werd uitgebreid met extra updates voor het waarnemen, opsporen, registreren en verstoren van allerlei elektronische uitzendingen. Voor deze extra apparatuur werd de fotoverkenningsapparatuur verwijderd. Eind jaren 60 waren 34 toestellen aangepast en operationeel in Zuidoost-Azië. In de jaren ’70 werden de EB-66E's vervangen door een moderner toestel, de McDonnell Douglas F-4G Wild Weasel.

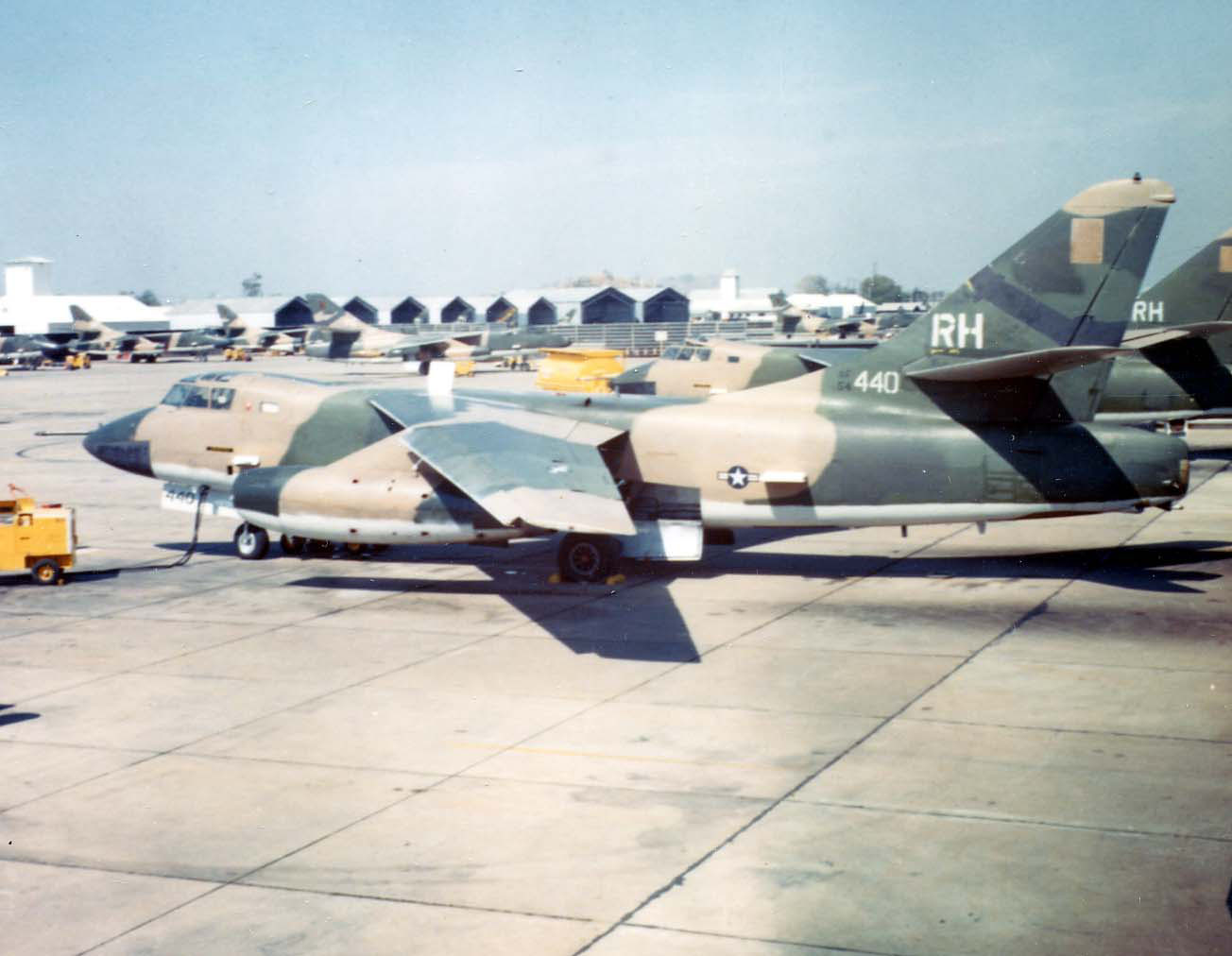
EB-66E

## Inzet
De toestellen werden in 1962 tijdens de Cubacrisis voor verkennings- en ELINT-doeleinden gebruikt.
Ook werden de toestellen actief ingezet boven Vietnam van 1966-1971; hierbij gingen negentientoestellen met hun bemanning verloren.
Daarna werden ze nog tot halverwege de jaren 70 door de USAF in Europa gebruikt.

## Media
Het waar gebeurde verhaal van het afschieten van een EB-66 boven Noord-Vietnam en de spectaculaire ontsnapping van een van de bemanningsleden die hierna volgde was het onderwerp van het boek BAT 21. Van dit boek werd later ook een film gemaakt.